# ヒメキアシドクガ
ヒメキアシドクガ（姫黄脚毒蛾）はチョウ目ドクガ科の昆虫。北海道,本州(東北地方北部,関東から中部山地),朝鮮半島,シベリア東南部(ウスリー地方),沿海州からバイカル湖周辺地域にかけて分布する。

## 形態
開張は雄29-31mm、雌38-40mm。両翅とも純白で無紋。前脚の脛節と跗節、中脚と後脚の跗節は橙黄色。雌雄に色の違いはなく、
体色と翅は黒ずむことはない。触角は櫛状で白い柄と黒い櫛歯を持っており、雄の櫛歯部分は広く雌のものは細い
。

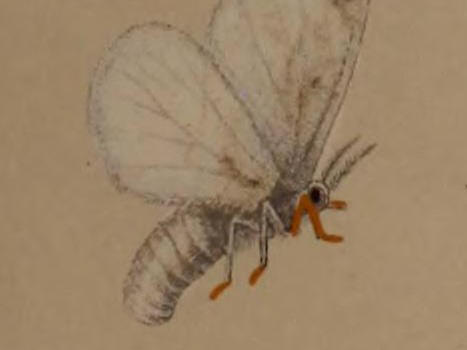
♀側面 原記載添付の画像
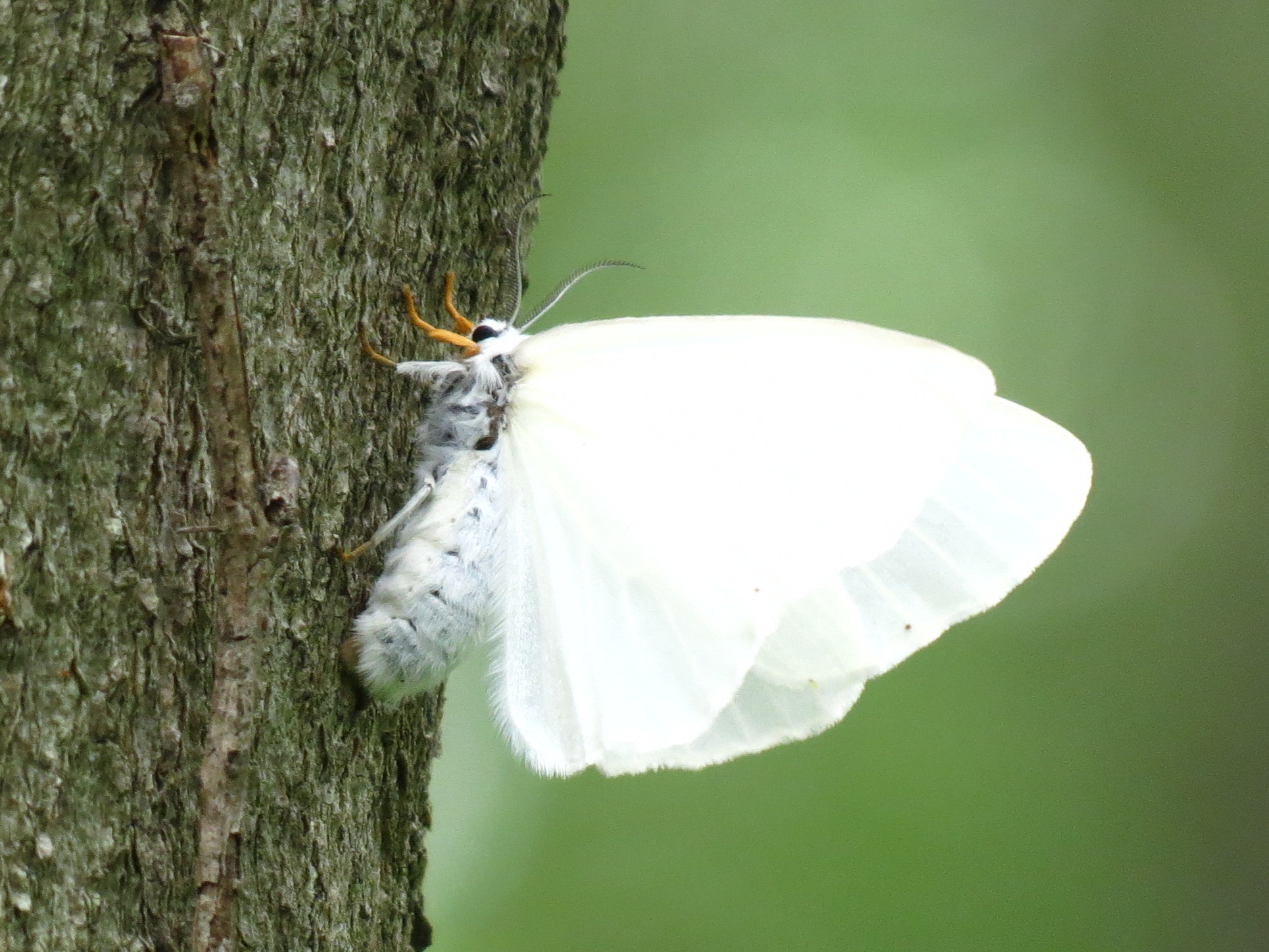
参考）同属別種 キアシドクガ♀の類似ポーズ

## 生態
年1回発生。幼虫はハルニレにつく。成虫は高緯度高標高地帯では7月中旬から8月上旬、低山地では6月に見られるがあまり多くない。

## 参照資料等
1. ↑  『Eversmann』 p.76
2. 1 2 3 4  『日本産蛾類標準図鑑Ⅱ』 岸田泰則編（学研教育出版）2011年、143頁
3. 1 2 3 4  『原色日本蛾類図鑑(下) 改訂新版』 江崎悌三(他)著（保育社）1971年、27頁
4. 1 2 3 4  『日本産蛾類大図鑑 第1巻：解説編』 井上寛(他)著（講談社）1982年、633頁
5. ↑  『ロシアの鱗翅目カタログ2019』 p.7 照合用地図, p296 ヒメキアシドクガ分布域
6. 1 2  “ヒメキアシドクガ”.   みんなで作る日本産蛾類図鑑. 2015年6月26日閲覧。
7. ↑  『Eversmann』 p.76 "femina fere duplo major mare, colore non differt."
8. ↑  『Eversmann』 p.76 "Corpus et alae utrinque candida, sine ulla nigredine."
9. ↑  『Eversmann』 p.76 "Antennae maris late pectinatae, alterius sexus anguste pectinatae, scapo albo, pinnulis nigris."

- Eduardus Eversmann (1847). “LEPIDOPTERA QUAEDAM NOVA ROSSIÆ ET SIBIR1Æ INDIGENA”. Bulletin de la Société impériale des naturalistes de Moscou (Moskovskoe obshchestvo liubitelei prirody) 20 (3-4):  66-83 2022年12月9日閲覧。.
- S. Yu. SINEV (2019) (PDF). CATALOGUE OF THE LEPIDOPTERA OF RUSSIA Second Edition. ZOOLOGICAL INSTITUTE OF THE RUSSIAN ACADEMY OF SCIENCES 2022年12月9日閲覧。 (注:Ver.2.2(10.06.2022発行)9.5MB (PDF) に地図は付属していない)